# Clathrozoella
Clathrozoella is een geslacht van neteldieren uit de  familie van de Clathrozoellidae.

## Soorten
- Clathrozoella abyssalis Peña Cantero, Vervoort & Watson, 2003
- Clathrozoella bathyalis Peña Cantero, Vervoort & Watson, 2003
- Clathrozoella drygalskii (Vanhöffen, 1910)
- Clathrozoella medeae Peña Cantero, Vervoort & Watson, 2003